# Снегоход
Снегоходът (на английски: snowmobile – сноумобил), известен и като моторна шейна или снегомобил, е превозно средство за транспорт по сняг и лед, което не се нуждае от път.
Част от снегоходите са създадени да се движат по дебел сняг или в гори, докато други оперират в по-чист терен, като езера или утъпкани пътеки/писти. Обикновено са приспособени да возят водач и пътник, но често се използват като мотоциклети и ATV-та за използване през зимата по снежна покривка и замръзнали водни басейни. Те нямат никаква друга защита освен противоветрено стъкло. Двигателят движи гъсенична верига отзад, а ските отпред позволяват контрол на посоката.
Първите снегоходи са с гума, но днешните варианти разполагат с колела от кевлар. Първите модели са задвижвани от двутактов двигател с бензин и вътрешно горене. Днес по-популярните сенегоходи са тези с четиритактов двигател, основно поради по-малкото замърсяване, причинено от тези превозните средства.
Създадени като зимно превозно средство, което да може да отива, където другите превозни средства не могат, те помагат на транспортиращите ловци и работници да превозват хората по покрита със сняг земя, замръзнали езера и реки. В последната част от 20 век те започват да се използват и за състезателни цели. Хората, които карат снегоходи на състезания, се наричат „снегоходци“. По-известните типове състезания за снегоходи са: прекосяване на снежен път (Snowcross), снежно състезание (Snowriding), фристайл (Freestyle), изкачване на планини (Mountain Climbing) и др. През лятото снегоходите се използват в състезания по драг рейсинг по тревни, асфалтови и дори водни писти.